# Hohoe

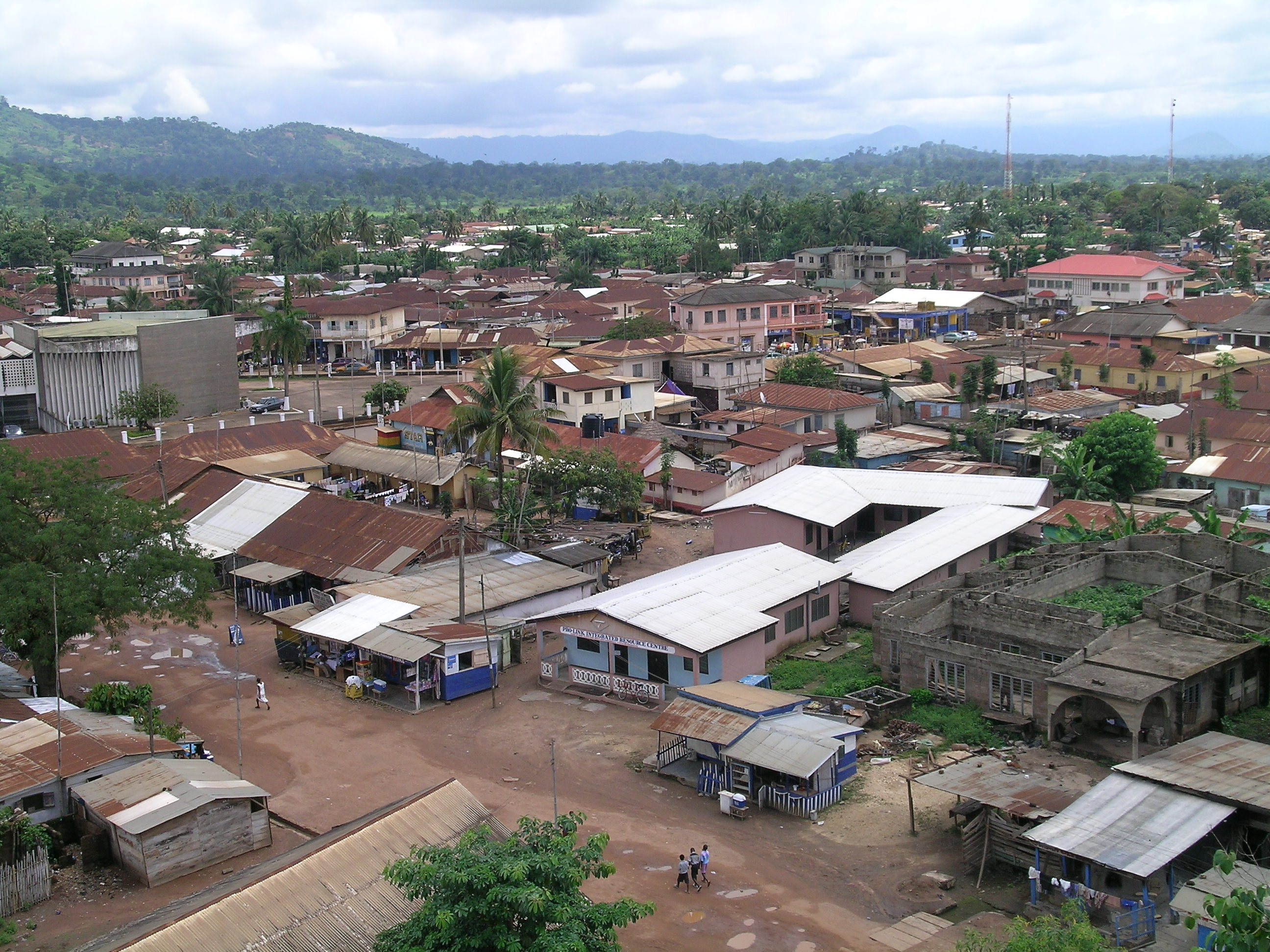
Vy över Hohoe.

Hohoe är en ort i sydöstra Ghana, belägen mellan Voltasjön och gränsen till Togo. Den är huvudort för distriktet Hohoe, och folkmängden uppgick till 73 641 invånare vid folkräkningen 2010.